# Aneides vagrans
Aneides vagrans är en groddjursart som beskrevs av David Burton Wake och Todd R. Jackman 1999. Aneides vagrans ingår i släktet Aneides och familjen lunglösa salamandrar. IUCN kategoriserar arten globalt som nära hotad. Inga underarter finns listade i Catalogue of Life.